# Gerhard Bürkle
Gerhard Bürkle (* 11. April 1944 in Tübingen) ist ein deutscher Diplom-Kaufmann.
Bürkle legte 1963 das Abitur am Stuttgarter Karlsgymnasium ab. Nach einer Banklehre bei der Volksbank Stuttgart studierte er Betriebswirtschaftslehre an der Universität Erlangen-Nürnberg und beendete dieses Studium mit dem Erwerb des Diplom-Kaufmannes. Daraufhin arbeitete er als Dozent an der Württembergischen Genossenschaftakademie in Hohenheim, als Prüfungsassistent und als Verbandsprüfer beim Württembergischen Genossenschaftsverband und am Institut für Internationale Solidarität der Konrad-Adenauer-Stiftung in der Betreuung von Genossenschaftsprojekten in Indonesien und Malaysia. Von 1977 bis 1980 leitete er das Vorstandssekretariat des Württembergischen Genossenschaftsverbandes. 1980 wurde er Vorstandsvorsitzender der Volksbank Tübingen. 1984 wurde er Verbandsdirektor, im Jahr darauf Vorstandssprecher des Bayerischen Genossenschaftsverbands, der 1989 mit dem Bayerischen Raiffeisenverband fusionierte. Nach der Fusion war er Verbandsdirektor und stellvertretender Vorstandsvorsitzender des Genossenschaftsverbandes Bayern. Von 1986 bis zur Auflösung gehörte er dem Bayerischen Senat an.